# The Sweet Escape
The Sweet Escape är den amerikanska sångerskan Gwen Stefanis andra soloalbum, utgivet den 4 december 2006.

## Låtförteckning
1. Wind It Up
2. The Sweet Escape
3. Orange County Girl
4. Early Winter
5. Now That You Got It (med Damien " Jr Gong" Marley)
6. 4 in the Morning
7. Yummy
8. Fluorescent
9. Breakin' Up
10. Don't Get It Twisted
11. U Started It
12. Wonderful Life
13. Wind It Up (Harajuku Lovers, liveversion)

### Fotnoter
1. ↑  Salmon, Chris (2 mars 2007). ”'I just want to make music and babies'” (på engelska). Guardian. http://www.theguardian.com/music/2007/mar/02/popandrock.gwenstefani. Läst 22 november 2014.
2. ↑  Sal Cinquemani (1 december 2006). ”Gwen Stefani: The Sweet Escape” (på engelska). Slant Magazine. http://www.slantmagazine.com/music/review/gwen-stefani-the-sweet-escape. Läst 22 november 2014.